# DR Glrhs
Der zweiachsige gedeckte großräumige Güterwagen der Wagengattung Glrhs Dresden wurde 1937 in geschweißter Bauart für die Deutsche Reichsbahn gebaut. Obwohl die ersten geschweißten Güterwagen schon 1933 produziert wurden, begann man erst ab 1936 bei dieser Wagengattung von der genieteten Bauart zur geschweißten Bauart zu wechseln. Um eine höhere Effizienz im Stückgut-Schnellverkehr zu erreichen, wurde schon von der Deutschen Reichsbahn-Gesellschaft 1934 eine Versuchsserie mit verschiedenen Wagenarten gestartet. Das Ziel war, Güterwagen für eine höhere Geschwindigkeit als 65 km/h und einige Wagenarten mit einem höheren Ladegewicht für die Serienfertigung zu entwickeln. Durch den Einsatz von verschiedenen Materialien und Fertigungstechnologien wurde etwa 1936 die beste Lösung für die gedeckten großräumigen Güterwagen gefunden und umgesetzt.

## Gedeckter großräumiger Güterwagen
Gattungszeichen Glrhs, Gattungsbezirk Dresden
Die ersten geschweißten Güterwagen mit einer Ladefläche von 29,4 m² waren die 1936 gebauten großräumigen Wagen des Gattungsbezirk „Dresden“ mit dem Gattungszeichen „Glr“. Die Wagengattung „Glrhs Dresden“ war eine Weiterentwicklung dieser Wagen und wurde ab 1937 nur als schnelllaufende Güterwagen gebaut. Sie waren als Umsetzwagen für den Übergang auf Breitspur ausgelegt, verfügten über eine Dampfheizleitung und waren für eine Reisegeschwindigkeit von 90 km/h zugelassen. Ausgerüstet mit neunlagigen und 1.650 mm langen Tragfedern, einem Achsstand von 7.000 mm, hatten sie ein Ladegewicht von 15 Tonnen und eine Tragfähigkeit von 17,5 Tonnen. Diese Wagen hatten eine Länge über Puffer von 12.100 mm ohne Handbremse und 12.800 mm mit Handbremse. Die Ladelänge betrug 10.7200 mm, die Breite 2.740 mm und die Ladehöhe 2.845 mm bis zum Dachscheitel. Das Ladevolumen bis zum Dachscheitel betrug 79,1 m³ und bis zur Höhe der Seitenwände 62,3 m³. Ihr Bremserhaus war aus Holz, mit Fenster in den Türen auf beiden Seiten und die Bremskurbel war im Inneren mit einem Kurbelkasten aus Blech, weiter waren sie mit einer Hildebrandt-Knorr-Druckluftbremse für Güterzüge (Hikg-Bremse) ausgerüstet. Die Aufbauten waren in der Farbe RAL-8012, das Tonnendach in RAL-7009 und der Wagenrahmen in RAL-9005 gestrichen.

## Gedeckter großräumiger Güterwagen mit Stirntüren
Gattungszeichen Gltrhs, Gattungsbezirk Dresden
Diese 1937 gebauten Güterwagen hatten die gleichen Abmessungen wie die Wagen der Wagengattung Glrhs Dresden, verfügten aber über zweiflügelige Türen an beiden Stirnseiten und wurde daher ohne Handbremse gebaut. Ihre Tragfähigkeit wurde aber auf 15,75 Tonnen begrenzt. Sie wurden für den Transport von Kraftfahrzeugen beziehungsweise Karosserien gebaut, um diese gegen Witterungseinflüsse besser schützen zu können. Jede Seitenwand besaß drei Lade- beziehungsweise Lüftungsöffnungen sowie jeweils eine Schiebetüre mit den Abmessungen von 2.000 mm mal 2.000 mm; die Höhe der Seitenwände betrug 2.120 mm. Für eine weichere Abfederung wurden neunlagige Tragfedern mit einer Länge von 1.800 mm verwendet, die mittels Rechteckschaken mit dem Tragfederböcken verbunden waren. (*DB: Gltmrhs 46; *DR: Gltrhs 13)
Auf Basis der Entwicklungsergebnisse dieser Güterwagen des Gattungsbezirk Dresden entstanden 1943 die Wagen der Wagengattung „Glmhs Leipzig“ der Kriegsbauart. Auf den Konstruktionsplänen dieser Wagengattung entstand wiederum der Behelfs-Personenwagen der „Baureihe MCi-43“.
- DB Gruppenzeichen und Bauartnummer ab 1951
- DR Gruppenzeichen und Gattungsnummer ab 1951
- Länge über Puffer mit Handbremse